# Hlavotis
Hlavotis (Cephalotaxus) je rod jehličnatých dřevin z čeledi tisovitých (Taxaceae). Obsahuje 11 druhů.
Stávající rod je svým rozšířením omezen na východní a jihovýchodní Asii, ovšem fosilní nálezy ukazují, že v minulosti (ve druhohorách a třetihorách) se vyskytoval v rozsáhlejších oblastech severní polokoule, včetně Evropy, Severní Ameriky a Grónska.

## Popis

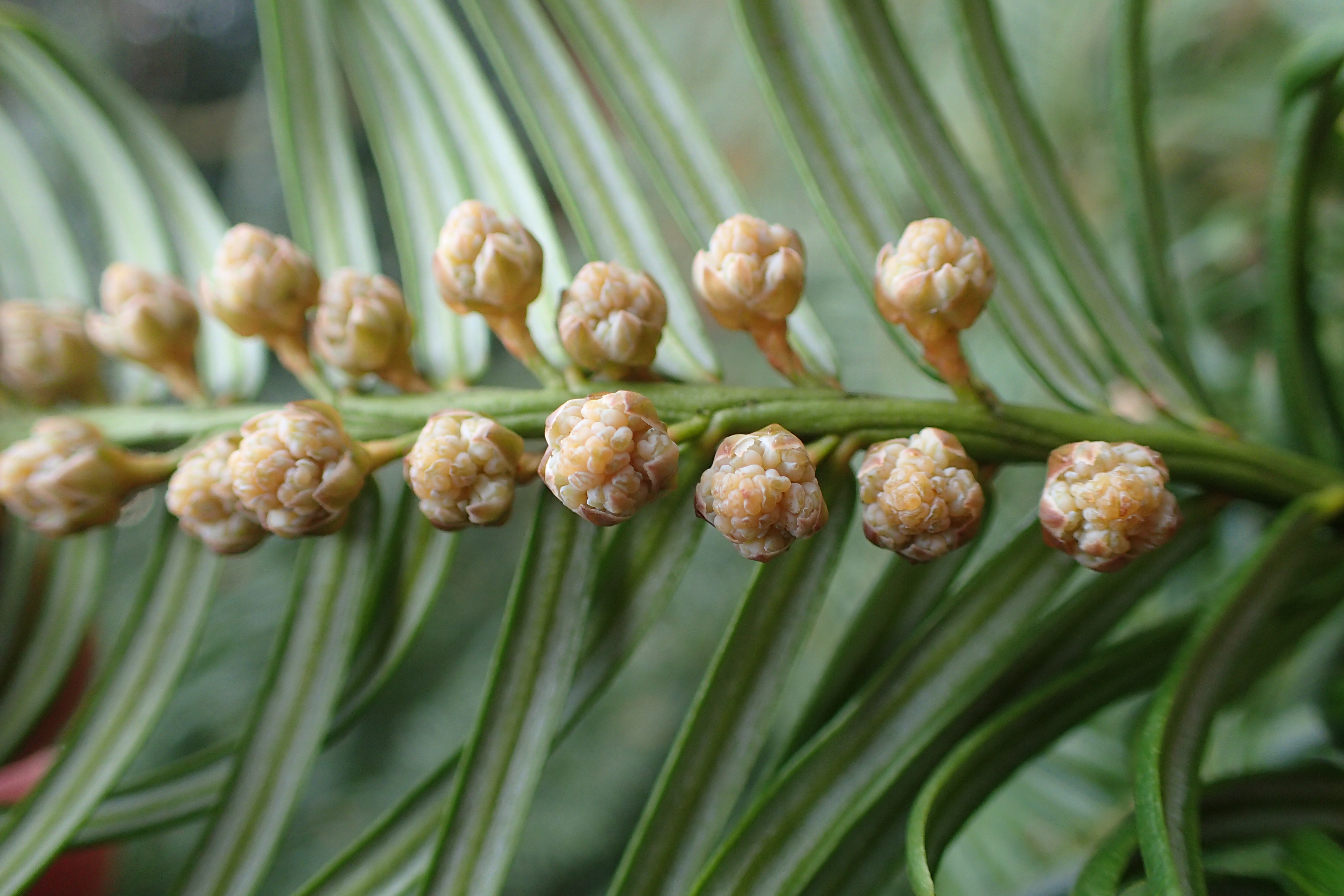
Větévka Cephalotaxus harringtonii se samčími šišticemi – pohled zespodu

Hlavotisy jsou stálezelené, pomalu rostoucí keře či drobné stromy, dorůstající výšky 1–10 (výjimečně až 20) metrů. Listy jsou jehlicovité, spirálovitě obrůstají větvičku. Na letorostech a vrcholových větvích obrůstají kolem dokola, na bočních větvích jsou na bázi zkroucené a jeví se jako dvouřadě uspořádané. Jsou obvykle přímé, 4–12 cm dlouhé a 3–4 mm široké, s tupou špičkou (nepichlavé), kýlnatým středním žebrem a jedním pryskyřičným kanálkem; na spodní straně jsou znatelné dva světlé proužky průduchů.
Jednotlivé druhy hlavotisu jsou obvykle dvoudomé, zřídka jednodomé; u jednodomých druhů jsou samčí a samičí šištice často na různých větvích. Kulovité samčí (pylové) šištice jsou 5–8 mm veliké a uspořádané v řadách na spodní straně loňských větévek. Podlouhlé samičí (semenné) šištice jsou redukované na několik křižmostojných masitých šupin nesoucích dvě vajíčka; vyrůstají jednotlivě nebo po dvou až osmi na krátkých stopkách z úžlabí terminálních pupenů. Kvetou v předjaří, opylení se děje pomocí větru. Po zhruba 18 měsících (tedy na rozdíl od tisu až následující rok) šištice dozrávají v útvar podobný peckovici s obvykle jediným, zhruba 1,5–4 cm velkým bezkřídlým semenem, které je celé obklopeno dužnatým míškem v barvě zelené, hnědé či fialové. (Podle některých zdrojů se však nejedná o pravý míšek, ale o dužnatou sarkotestu.) Šíření napomáhají ptáci a drobní savci požírající semena. Klíčení je epigeické (nadzemní), semenáčky mají dvě dělohy.
Obsahují některé flavonoidy a alkaloidy (např. cephalotaxin, harringtonin), které byly zkoumány z hlediska využití jako možné protilátky proti rakovině.

## Ekologické nároky
Jsou obvykle značně tolerantní k zastínění, tvoří podrost či nižší úroveň vlhčích subtropických širokolistých lesů. Nesnáší sucho a přímé sluneční světlo, kterým mohou být poškozeny. Kořeny formují vztahy arbuskulární mykorhizy s houbami. Vesměs patří mezi druhy ohrožené ve své domovině ztrátou vhodných biotopů a nadměrným kácením zejména pro dřevo.

## Systematika
Některé druhy byly v minulosti popsány jako tisy (Taxus), s nímž jsou blízce příbuzné. V průběhu doby byla vytvořena i samostatná čeleď hlavotisovitých (Cephalotaxaceae), obsahující v některých pojetích pouze tento rod, v jiných kromě hlavotisu i rody Amentotaxus a Torreya. Molekulární výzkumy ovšem všechny zástupce zařadily do monofyletické čeledi tisovitých.

### Recentní zástupci
- Cephalotaxus fortunei Hook. – Čína, Myanmar
- Cephalotaxus griffithii Hook. – Indie, severní Myanmar, Čína
- Cephalotaxus hainanensis H.L.Li – Čína (Hainan)
- Cephalotaxus harringtonii (Knight ex J.Forbes) K.Koch – Japonsko; typový druh
- Cephalotaxus koreana Nakai – Korea, Japonsko, severovýchodní Čína
- Cephalotaxus lanceolata K.M.Feng – Čína (Yunnan), Myanmar
- Cephalotaxus latifolia W.C.Cheng & L.K.Fu ex L.K.Fu et al – jižní Čína
- Cephalotaxus mannii Hook – jižní Čína, severovýchodní Indie, Laos, Vietnam, Thajsko, Myanmar
- Cephalotaxus oliveri Masters – Čína, Thajsko, Laos, Vietnam, severovýchodní Indie
- Cephalotaxus sinensis (Rehder & E.H.Wilson) H.L.Li – Čína
- Cephalotaxus wilsoniana Hayata – Tchaj-wan

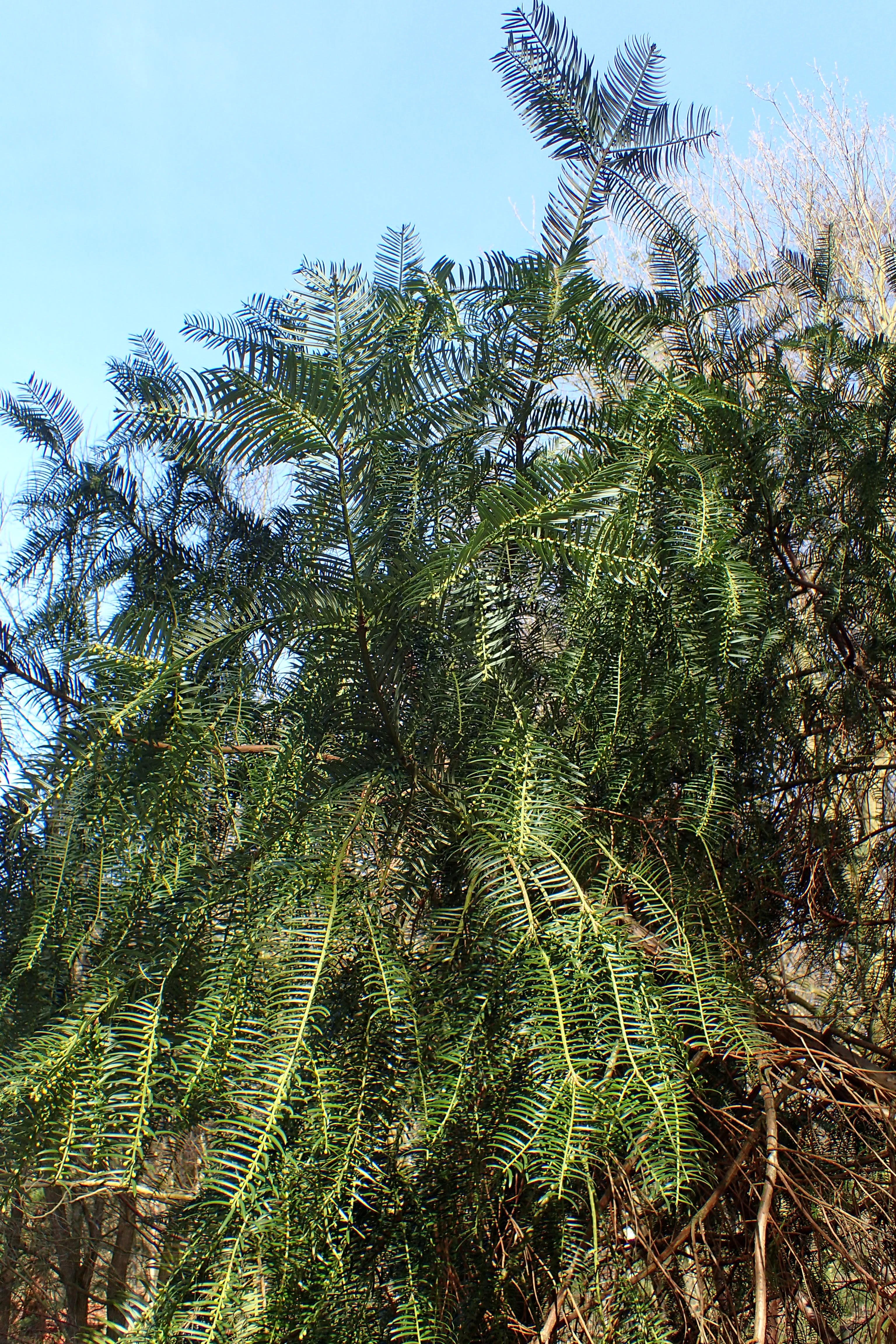
Cephalotaxus fortunei – habitus
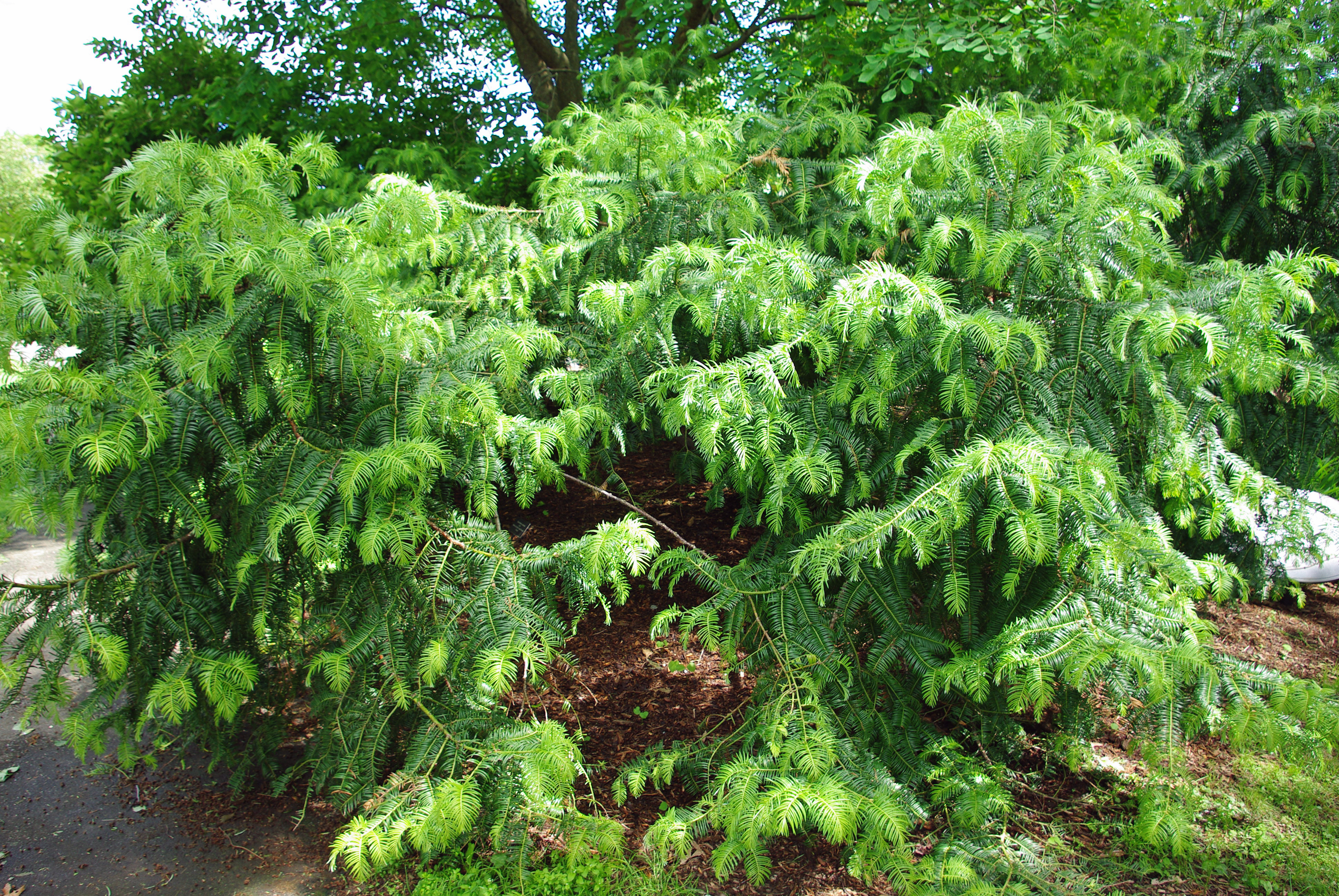
Cephalotaxus sinensis
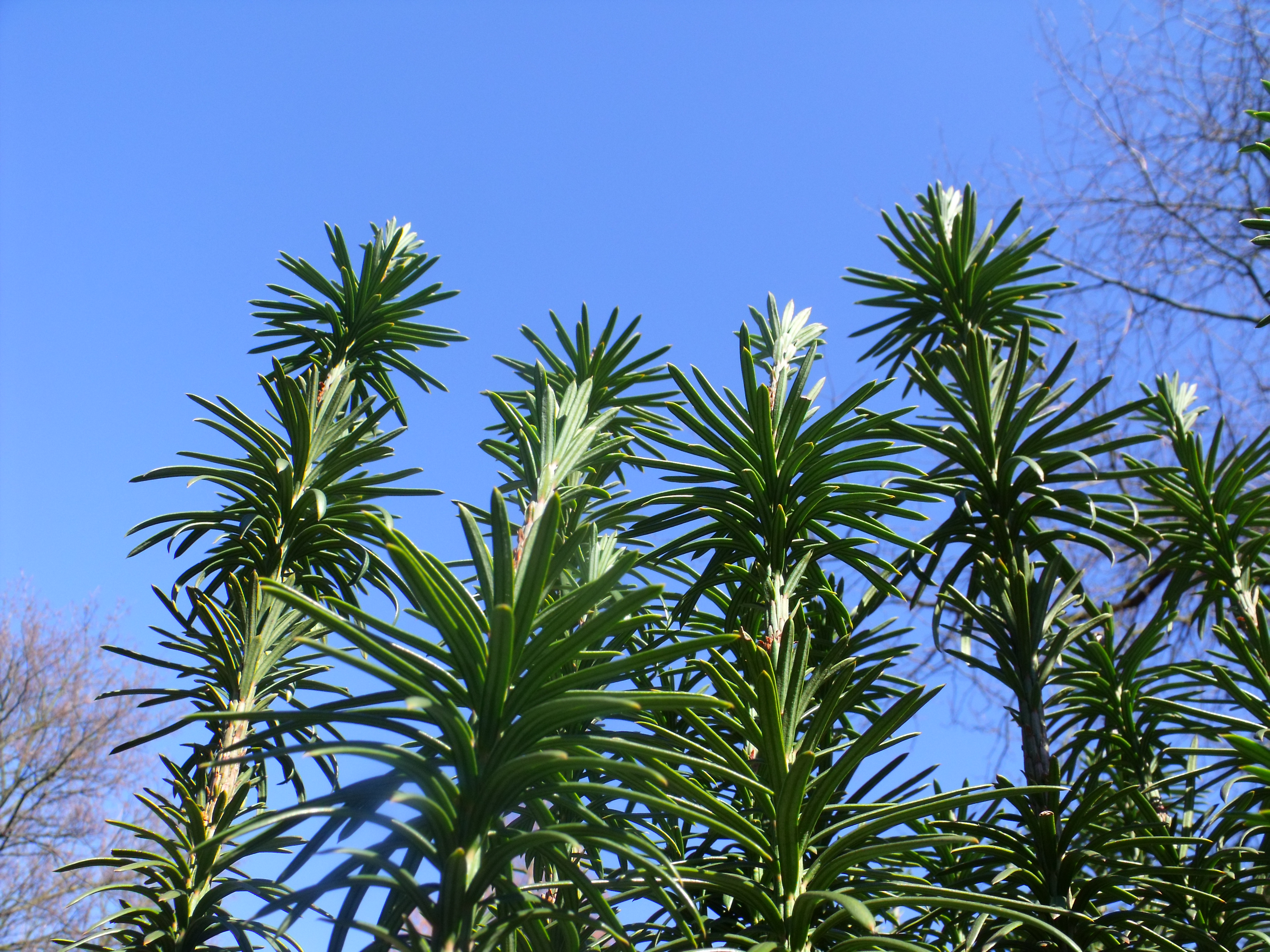
Cephalotaxus harringtonii – detail letorostů
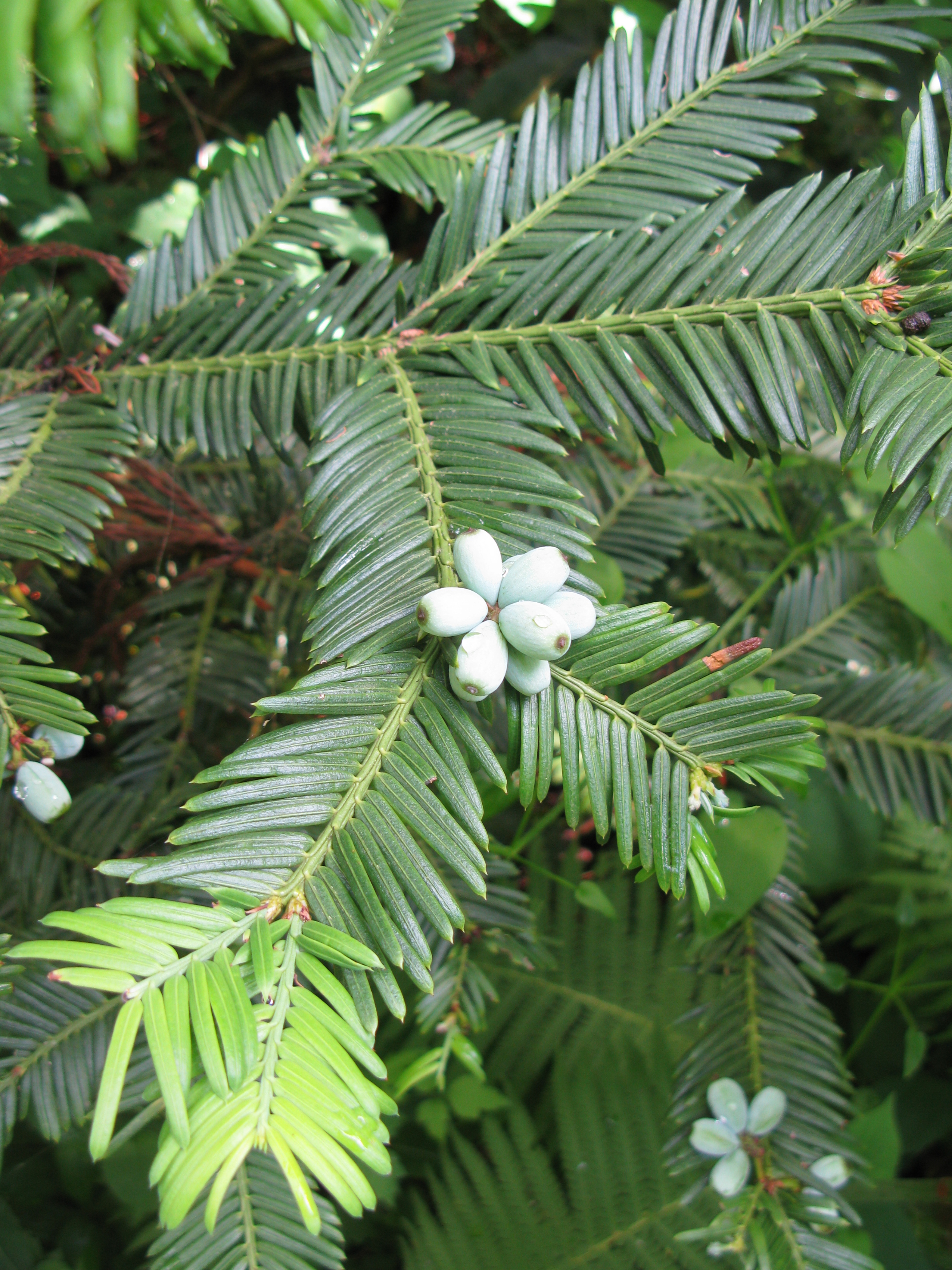
Cephalotaxus harringtonii – nezralé plody
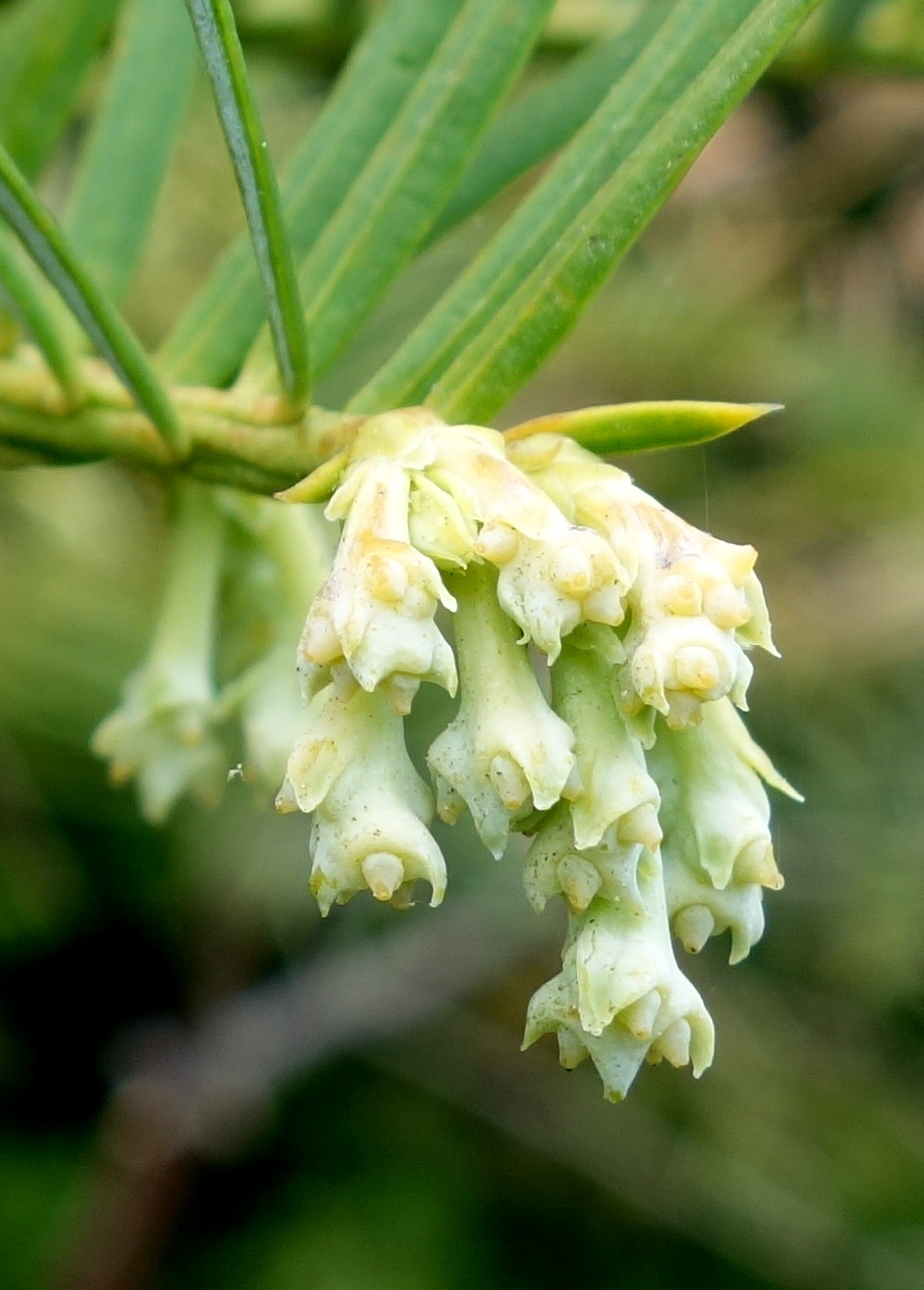
Cephalotaxus sinensis – detail samičích šištic
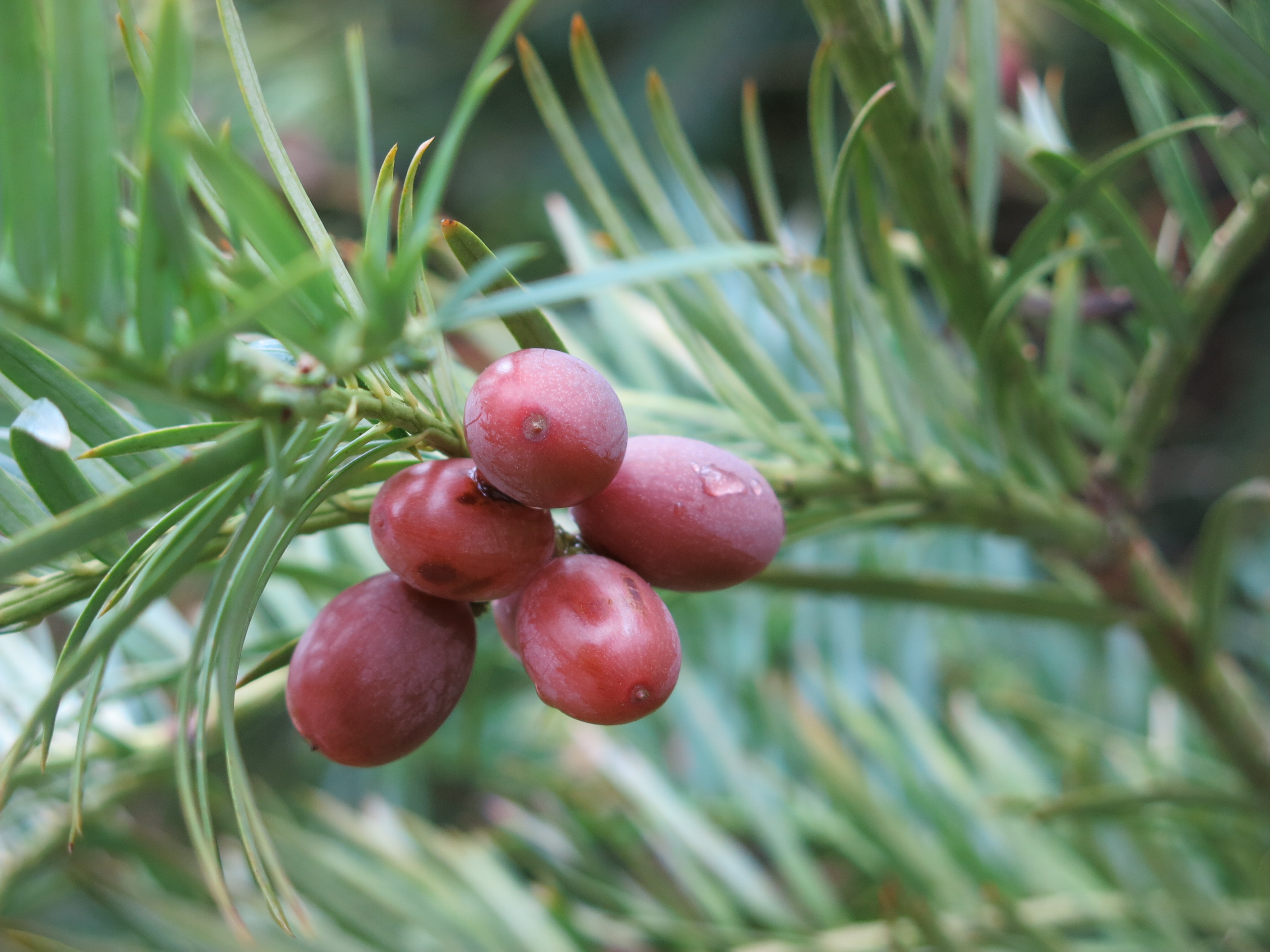
Cephalotaxus fortunei – detail zralých plodů

## Využití
Dřevo některých druhů je využíváno jako stavební materiál nebo topivo. Ze semen se v Indii lisoval olej a tradiční medicínské využití měly i další části rostliny. Míšek okolo semen je jedlý. Jsou pěstovány rovněž jako okrasné dřeviny (v ČR jen vzácně v dendrologických sbírkách).